# Mahayag
Mahayag è una municipalità di terza classe delle Filippine, situata nella Provincia di Zamboanga del Sur, nella regione della Penisola di Zamboanga.
La municipalità è stata creata nel 1960 con parte del territorio della municipalità di Molave.
Mahayag è formata da 29 baranggay:
- Bag-ong Balamban
- Bag-ong Dalaguete
- Boniao
- Delusom
- Diwan
- Guripan
- Kaangayan
- Kabuhi
- Lourmah (Lower Mahayag)
- Lower Salug Daku
- Lower Santo Niño
- Malubo
- Manguiles
- Marabanan (Balanan)
- Panagaan

- Paraiso
- Pedagan
- Poblacion (Upper Mahayag)
- Pugwan
- San Isidro
- San Jose
- San Vicente
- Santa Cruz
- Sicpao
- Tuboran
- Tulan
- Tumapic
- Upper Salug Daku
- Upper Santo Niño